# 第六屆立法院
第6屆立法院是中華民國行憲後的第六屆立法院，該屆立法委員任期自2005年2月1日起至2008年1月31日止，由中華民國自由地區選舉產生，共召開了6個會期和2次臨時會。本屆立法院未有任何一個政黨單獨取得過半席次。
本屆立法院是政府遷台後採用複數選區制的最後一屆，自第七屆起立法委員任期改為四年、席次減半並更改為單一選區兩票制。本屆立院未有任何一個政黨單獨取得過半席次，但在野的中國國民黨與親民黨共組政党联盟「國親聯盟」合作，並首次選出非國民黨籍的副院長，與執政的民主進步黨相抗衡。

## 席次概況
| 顏色   | 政黨名稱     | 當選時席次 | 解散時席次 | 席次變化 | 備註                                                   |
| ------ | ------------ | ---------- | ---------- | -------- | ------------------------------------------------------ |
|        | 中國國民黨   | 79         | 90         | ▲11      | 兩黨共組政党联盟「國親聯盟」，為政治光譜上的泛藍政黨。 |
|        | 親民黨       | 34         | 20         | ▼14      | 兩黨共組政党联盟「國親聯盟」，為政治光譜上的泛藍政黨。 |
|        | 民主進步黨   | 89         | 88         | ▼1       | 政治光譜上的泛綠政黨。                                 |
|        | 台灣團結聯盟 | 12         | 7          | ▼5       | 政治光譜上的泛綠政黨。                                 |
|        | 新黨         | 1          | 0          | ▼1       | 政治光譜上的泛藍政黨。                                 |
|        | 無黨團結聯盟 | 6          | 6          | -        |                                                        |
|        | 無黨籍       | 4          | 6          | ▲2       |                                                        |
| 總席次 | 總席次       | 225        | 217        | ▼8       |                                                        |

註：粗體字者為執政黨。

## 會議背景
第6屆立法院甫就任之初，執政的民主進步黨雖為第一大黨但席次並未過半，加上其政治盟友台灣團結聯盟的席次亦未能達到絕對多數，因此本屆延續了前屆「在野大聯合」的態勢，泛藍陣營在司法院大法官、監察委員的人事提名、以及多項政府提出軍購案、法律案等等進行杯葛抵制，或甚至以人數優勢主動通過行政機關不願施行的法律議案等等。中國國民黨與親民黨更於2007年時正式簽署了聯合協議組成「國親聯盟」，並且議席的變化亦使中國國民黨取代民主進步黨，成為國會第一大黨。

## 主要議案

### 通過法案
第6屆立法院通過制定或修正了以下主要法案：
- 《國家通訊傳播委員會組織法》：設立性質上為獨立機關的國家通訊傳播委員會。
- 《無線電視事業公股處理條例》：回應「黨政軍退出媒體」訴求，將華視公共化、台視民營化。

## 外部連結
- 立法院智庫知識平台 （页面存档备份，存于）